# Le Plessis-Gassot
Le Plessis-Gassot é uma comuna francesa na região administrativa da Ilha de França, no departamento do Vale do Oise. Estende-se por uma área de 4.10 km². Em 2010 a comuna tinha 70 habitantes (densidade: 17,1 hab./km²).